# Христо Василев (химик)
Вижте пояснителната страница за други личности с името Христо Василев.
Христо Василев Йорданов, познат като Христо Василев, е български химик и металург.
Той е дългогодишен ръководител на катедра „Металургия на цветните и редките метали“ във Висшия химикотехнологичен институт в София, професор, доктор на техническите науки.

## Биография
Роден е в село Вишовград, област Велико Търново. Завършва Софийския университет през 1947 г. със специалност „Химия“ и второ висше в Държавната политехника в София с квалификация инженер-химик.
От 1948 г. е последователно: асистент, доцент и професор по металургия на цветните и редките метали. От 1962 до 1985 г. работи в катедра „Металургия на цветните и редките метали“ във ВХТИ, София..

## Научна дейност
Автор е на повече от 100 научни труда, публикувани в български и международни списания.
Има принос за изучаването на окисляването на молибденовия сулфид и съпътстващите го сулфиди. Важен негов принос е хидрометалургичният метод за преработване на сулфидни молибденови концентрати. Разработва нова и високо оценена технология за извличане и разделяне на молибден и рений. Изследва редукцията на молибденов триоксид с водород при получаването на молибденов прах за нуждите на праховата металургия. Разработва технология за обезвреждане и извличане на ценните компоненти от отпадъчни разтвори при оловно-цинковото производство. Внедрява оригинална технология за извличане на платина и паладий от отпадъчни разтвори, както и технология за извличане на телур от аноден шлам на медната електролиза.
Проф. Василев е автор и съавтор на учебници за студентите във висшите учебни заведения и учениците от техникумите по металургия. През последните години от живота си издава ред книги, които проследяват родовия му корен и историята на родния край.

## Награди и отличия
- орден „Народна република България“ I степен
- орден „9 септември 1944“ II степен
- орден „За народна свобода“ II степен
- медал „25 години народна власт“
- медал „1300 години от основаването на България“